# Donacoscaptes puritellus
Donacoscaptes puritellus là một loài bướm đêm trong họ Crambidae.